# Кейт Горнсі
Кейт Горнсі  (англ. Kate Hornsey, 19 жовтня 1981) — австралійська веслувальниця, олімпійська медалістка.

## Виступи на Олімпіадах
| Олімпіада   | Дисципліна                      | Місце |
| ----------- | ------------------------------- | ----- |
| Пекін 2008  | вісімка розстібна зі стерновим  | 6     |
| Лондон 2012 | двійка розстібна без стернового | 2     |